# Nuoto ai campionati mondiali di nuoto 2019 - 1500 metri stile libero femminili
La gara di nuoto dei 1500 metri stile libero femminili dei campionati mondiali di nuoto 2019 è stata disputata il 22 luglio e il 23 luglio presso il Nambu International Aquatics Centre di Gwangju. Vi hanno preso parte 29 atlete provenienti da 23 nazioni.
La competizione è stata vinta dalla nuotatrice italiana Simona Quadarella, mentre l'argento e il bronzo sono andati rispettivamente alla tedesca Sarah Köhler e alla cinese Wang Jianjiahe.

## Podio
| Posizione | Atleta            | Nazionalità |
| --------- | ----------------- | ----------- |
| Oro       | Simona Quadarella | Italia      |
| Argento   | Sarah Köhler      | Germania    |
| Bronzo    | Wang Jianjiahe    | Cina        |

## Programma
| Data           | Ora (UTC+9) | Turno    |
| -------------- | ----------- | -------- |
| 22 luglio 2019 | 11:23       | Batterie |
| 23 luglio 2019 | 20:10       | Finale   |

## Record
Prima della manifestazione il record del mondo e il record dei campionati erano i seguenti.
| Record mondiale       | 15'20"48 | Katie Ledecky Stati Uniti | 16 maggio 2018 Indianapolis, Stati Uniti |
| Record dei campionati | 15'25"48 | Katie Ledecky Stati Uniti | 4 agosto 2015 Kazan', Russia             |

Nel corso della competizione non sono stati migliorati.

## Risultati

### Batterie
| Pos. | Batteria | Corsia | Atleta                   | Nazionalità        | Tempo    | Note |
| ---- | -------- | ------ | ------------------------ | ------------------ | -------- | ---- |
| 1    | 3        | 4      | Katie Ledecky            | Stati Uniti        | 15'48"90 | Q, R |
| 2    | 2        | 4      | Simona Quadarella        | Italia             | 15'51"59 | Q    |
| 3    | 3        | 6      | Sarah Köhler             | Germania           | 15'54"08 | Q    |
| 4    | 2        | 6      | Ajna Késely              | Ungheria           | 15'54"48 | Q    |
| 5    | 2        | 5      | Ashley Twichell          | Stati Uniti        | 15'56"22 | Q    |
| 6    | 2        | 3      | Kiah Melverton           | Australia          | 15'59"92 | Q    |
| 7    | 3        | 5      | Wang Jianjiahe           | Cina               | 16'00"17 | Q    |
| 8    | 3        | 3      | Maddy Gough              | Australia          | 16'02"75 | Q    |
| 9    | 3        | 3      | Mireia Belmonte          | Spagna             | 16'08"37 | Q    |
| 10   | 3        | 7      | Tjaša Oder               | Slovenia           | 16'10"14 |      |
| 11   | 2        | 2      | Giulia Gabbrielleschi    | Italia             | 16'16"01 |      |
| 12   | 2        | 7      | Kristel Köbrich          | Cile               | 16'16"26 |      |
| 13   | 3        | 1      | Jimena Pérez             | Spagna             | 16'19"61 |      |
| 14   | 3        | 8      | Julia Hassler            | Liechtenstein      | 16'25"59 |      |
| 15   | 3        | 0      | Anastasiya Kirpichnikova | Russia             | 16'27"59 |      |
| 16   | 2        | 0      | Tamila Holub             | Portogallo         | 16'29"57 |      |
| 17   | 2        | 9      | Emma O'Croinin           | Canada             | 16'30"46 |      |
| 18   | 2        | 8      | Diana Durães             | Portogallo         | 16'30"67 |      |
| 19   | 1        | 4      | Marlene Kahler           | Austria            | 16'32"00 |      |
| 20   | 3        | 9      | Viviane Jungblut         | Brasile            | 16'36"25 |      |
| 21   | 1        | 3      | Gan Ching Hwee           | Singapore          | 16'44"65 |      |
| 22   | 1        | 5      | Han Da-kyung             | Corea del Sud      | 16'49"13 |      |
| 23   | 2        | 1      | Zhang Ke                 | Cina               | 16'50"55 |      |
| 24   | 1        | 7      | Arianna Valloni          | San Marino         | 16'56"98 |      |
| 25   | 1        | 2      | Ho Nam Wai               | Hong Kong          | 16'59"13 |      |
| 26   | 1        | 6      | Matea Sumajstorčić       | Croazia            | 17'02"01 |      |
| 27   | 1        | 8      | Julia Lucila Arino       | Argentina          | 17'17"99 |      |
| 28   | 1        | 1      | Souad Cherouati          | Algeria            | 17'25"12 |      |
| 29   | 1        | 0      | Eva Petrovska            | Macedonia del Nord | 17'35"18 |      |

### Finale
| Pos. | Corsia | Atleta            | Nazionalità | Tempo    | Note             |
| ---- | ------ | ----------------- | ----------- | -------- | ---------------- |
|      | 4      | Simona Quadarella | Italia      | 15'40"89 | Record nazionale |
|      | 5      | Sarah Köhler      | Germania    | 15'48"83 | Record nazionale |
|      | 7      | Wang Jianjiahe    | Cina        | 15'51"00 |                  |
| 4    | 6      | Ashley Twichell   | Stati Uniti | 15'54"19 |                  |
| 5    | 1      | Maddy Gough       | Australia   | 15'59"40 |                  |
| 6    | 3      | Ajna Késely       | Ungheria    | 16'01"35 |                  |
| 7    | 2      | Kiah Melverton    | Australia   | 16'01"38 |                  |
| 8    | 8      | Mireia Belmonte   | Spagna      | 16'02"10 |                  |